# Rosenzweigpark

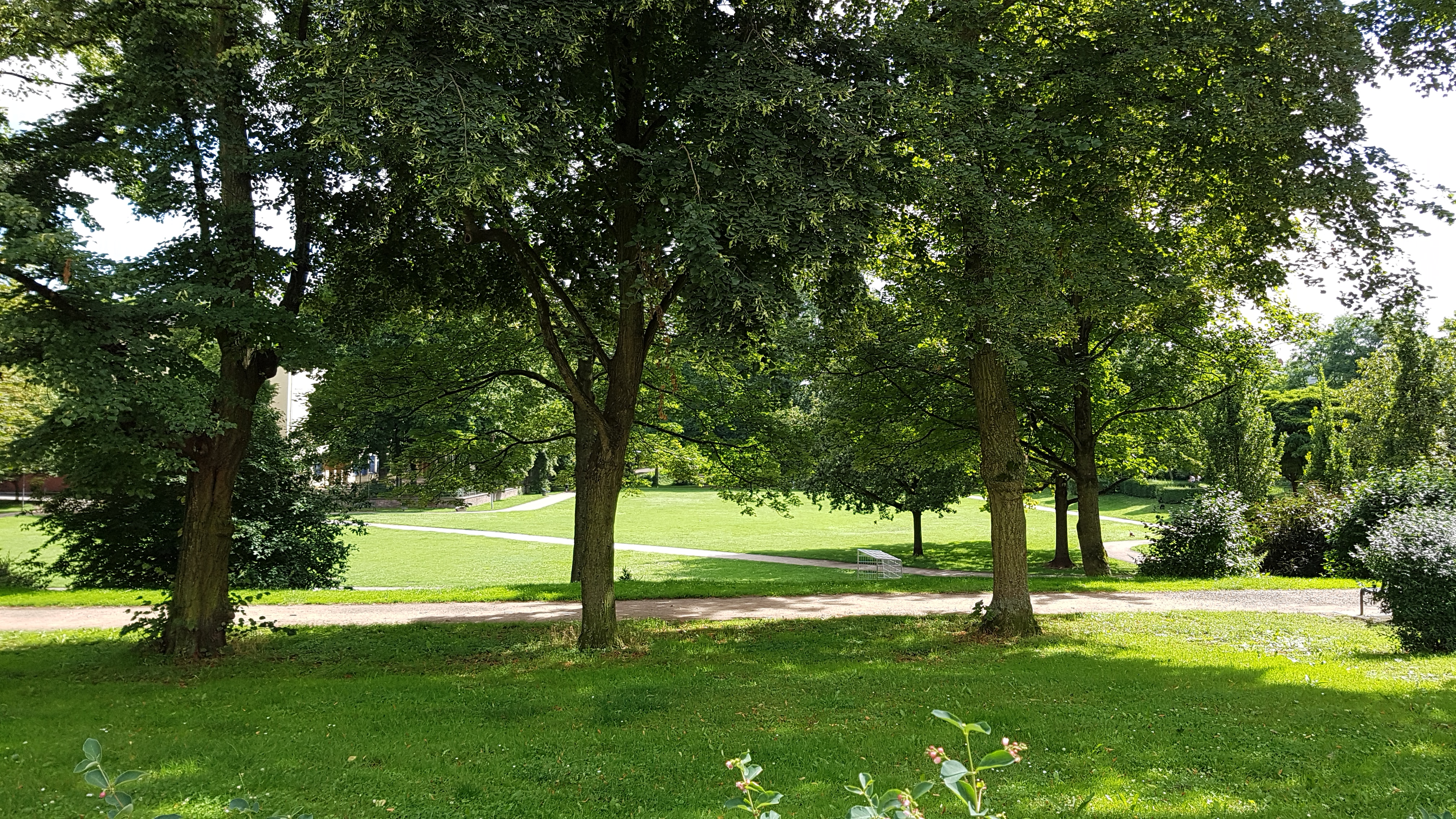
Rosenzweigpark

Der Rosenzweigpark (auch Schulpark) ist eine unter Denkmalschutz stehende Parkanlage im Kölner Stadtteil Zollstock.
Die Parkanlage wurde 1928/29 in einem ehemaligen Kiestagebau angelegt. Sie hat eine Größe von gut 20.000 Quadratmetern. Sie liegt mitten in Zollstock zwischen der städtischen Grundschule am Rosenzweigweg, der Vorgebirgstraße, dem Zollstocksweg und der Bornheimer Straße und grenzt an die Melanchthonkirche.
Die Parkanlage ist unterteilt in einen höher gelegenen Rosengarten an der Bornheimer Straße, eine große L-förmigen Rasenfläche und eine weitere Rasenfläche vor der ehemaligen Zollstocker Badeanstalt am Rosenzweigweg. Eine große Sandkastenanlage wurde zugunsten einer Rasenfläche zurückgebaut.